# Толмачов Олег Васильович
Олег Васильович Толмачов (рос. Олег Васильевич Толмачёв; нар. 19 серпня 1919, Новомиколаївськ, РРФСР — пом. 1 січня 2008, Москва, Росія) — радянський хокеїст, захисник.
Заслужений тренер РРФСР. Його дружина, Зінаїда Василівна Толмачова (Сєднєва) — заслужений майстер спорту СРСР (лижний спорт).

## Біографія
Розпочинав у хокеї з м'ячем. У 1936–1937 виступав за «Динамо» (Новосибірськ), 1938–1939 — «Динамо» (Барнаул), 1940–1942 — «Динамо» (Іркутськ), 1944–1947 — «Динамо» (Москва). Володар кубка СРСР 1947.
Під час війни був у діючій армії. За мужність та героїзм нагороджений орденом Вітчизняної війни 2 ступеня та медаллю «За перемогу над Німеччиною у Великій Вітчизняній війні 1941–1945 рр.».
Один з піонерів хокею із шайбою в СРСР. 3 1946 по 1956 виступав за «Динамо» (Москва). Був капітаном клубу. Єдиний гравець команди, який має золоті медалі чемпіона СРСР 1947, 1954. Двічі здобував срібні (1950, 1951) та шість разів — бронзові нагороди (1948, 1949, 1952, 1953, 1955, 1956). Всього у чемпіонатах СРСР провів 149 матчів (39 голів). Володар кубка СРСР 1953. Всього у кубку СРСР провів 10 матчів (7 голів). Виступав за другу збірну СРСР та збірну Москви.
Працював у тренерському штабі московського «Динамо» (1956–1959, 1961–1962). З 1959 по 1961 рік був головним тренером «Динамо» (Новосибірськ).
З 1962 по 1979 працював дипкур'єром у Міністерстві закординих справ СРСР.

## Досягнення
| Нагороди       | Команда           | Кіл. | Роки                               |
| -------------- | ----------------- | ---- | ---------------------------------- |
| Чемпіонат СРСР |                   |      |                                    |
| Золото         | «Динамо» (Москва) | 2    | 1947, 1954                         |
| Срібло         | «Динамо» (Москва) | 2    | 1950, 1951                         |
| Бронза         | «Динамо» (Москва) | 6    | 1948, 1949, 1952, 1953, 1955, 1956 |
| Кубок СРСР     |                   |      |                                    |
| Володар        | «Динамо» (Москва) | 1    | 1953                               |
| Фіналіст       | «Динамо» (Москва) | 2    | 1955, 1956                         |